# Venustiano Carranza kommun, Chiapas
Venustiano Carranza är en kommun i Mexiko.   Den ligger i delstaten Chiapas, i den sydöstra delen av landet, 800 km sydost om huvudstaden Mexico City. Antalet invånare är 15 496. Arean är 1 396 kvadratkilometer.
Terrängen i Venustiano Carranza är kuperad åt sydväst, men åt nordost är den bergig.
Följande samhällen finns i Venustiano Carranza:
- Venustiano Carranza
- Ricardo Flores Magón
- Presidente Echeverría
- San Francisco
- Guadalupe Victoria
- Mariano Matamoros
- Miguel Hidalgo
- Grandeza del Río Blanco
- Belisario Domínguez
- La Gloria
- Los Cerritos
- San Isidro la Sociedad
- Candelaria el Alto la Pastoría
- El Carmelito
- Plan de los Ángeles
- San Pedro el Puy
- Río Jordán
- Schpoiná Santa Rosa
- Diecisiete de Marzo
- Montecristo
- Guadalupe Yerbasanta
- Laguna Verde
- Monte de los Olivos
- Guadalupe el Limón
- Cruztón
- Santa Anita
- Agua Bendita II
- Treinta y Uno de Diciembre
- Nuevo Antonio
- San Antonio el Limón Dos
- San Isidro los Laureles
- Emiliano Zapata
- Los Pinos
- El Desengaño
- Sagrado Corazón
- Cacao Dos
- San Pedro Buenavista
- Veinte de Noviembre